# Alonso Núñez de Haro
Alonso Núñez de Haro y Peralta (Villagarcía del Llano, Cuenca, España, 31 de octubre de 1729 - Ciudad de México, Virreinato de Nueva España, Imperio Español, 26 de mayo de 1800) fue un eclesiástico español, arzobispo de México desde el 12 de septiembre de 1772 hasta su muerte, y virrey de la Nueva España desde el 8 de mayo de 1787 hasta el 16 de agosto de 1787.

## Orígenes y educación
Núñez de Haro nació en Villagarcía del Llano, en la diócesis de Cuenca, probablemente el 31 de octubre de 1729, aunque a veces se data su fecha de nacimiento el 1 de noviembre. De familia noble, descendía de los Peralta de Alarcón (Quintanar del Rey, Cuenca) y de los Núñez (Chinchilla, Albacete). En su localidad natal promovió la obra de la nueva iglesia, a estilo de la catedral de México en miniatura. Comenzó sus estudios en la Universidad de Toledo, hizo el doctorado en la Universidad de Bolonia, donde ejerció como catedrático de Sagrada Escritura. Posteriormente trabajó como profesor de la Universidad de Ávila. Desempeñó canonjías en Segovia y Toledo. Estudió latín, griego, francés, hebreo e italiano.

## Arzobispo de México
En 1771 es nombrado arzobispo de México. Una vez ordenado como obispo, convirtió el colegio de Tepotzotlán en el Seminario de Instrucción, Retiro Voluntario y Corrección, una especie de cárcel para eclesiásticos. Avanzó en los trabajos de la capilla del Pocito en la basílica de Guadalupe y en la Catedral Metropolitana de la Ciudad de México. Fundó el convento de Capuchinas de la Villa de Guadalupe. Aumentó la biblioteca de la archidiócesis y concedió becas y premios para los mejores estudiantes del seminario.
En 1770 convirtió una residencia-seminario jesuita en el Hospital de San Andrés. Este hospital se basó en el Hospital General de Madrid y estaba destinado a tratar todo tipo de enfermedades. En 1788 añadió a sus funciones las del Hospital del Amor de Dios, que se dedica al tratamiento de la sífilis. El Hospital de San Andrés sigue siendo responsabilidad de la archidiócesis, a pesar de que recibía considerable apoyo oficial. Finalmente tenía una capacidad de 1000 camas, dispuestas en 39 pabellones. Además, contenía la mayor farmacia de Nueva España, un laboratorio y un departamento de disecciones y autopsias.

## Virrey de Nueva España
El virrey de Nueva España, Bernardo de Gálvez y Madrid, murió el 30 de noviembre de 1786. El 8 de mayo de 1787 Núñez de Haro fue nombrado como su sustituto. Desempeñó este cargo durante tres meses, hasta la llegada del nuevo virrey Manuel Antonio Flores el 16 de agosto de 1787.
Durante su mandato, se consolidó la creación de las Intendencias, propuestas por el visitador José de Gálvez. Se trataba de las administraciones provinciales de las colonias, que eran responsables ante el virrey. Fundó un jardín botánico, las plantas fueron traídas de todas las partes de la colonia, el naturalista Martín Sessé y Lacasta fue nombrado director del mismo.
Trató de ayudar a los indígenas mediante la supresión de las cuotas, pero sus órdenes no se llevaron a cabo. Propuso las reformas de la corte para los indígenas, la reducción de costes y la burocracia. Envió una gran suma de dinero a La Habana para comprar esclavos a los británicos y holandeses.
Después de dejar el cargo de virrey, Núñez de Haro siguió como arzobispo de México para el resto de su vida. En 1792 el Rey, Carlos IV lo condecoró con la gran cruz de la Orden de Carlos III. Hasta su muerte en 1800, siguió recibiendo el tratamiento y honores de virrey de Nueva España.

## Obras selectas
- Sermones escogidos, pláticas espirituales privadas, y dos pastorales, anteriormente impresas en México del excelentísimo señor D. Alonso Núñez de Haro y Peralta ... : con el retrato del autor y un resumen histórico de su vida. Madrid: en la imprenta de la hija de Ibarra, 1806-1807, 3 vols.
- Nos el Dr. D. Alonso Nuñez de Haro, y Peralta, por la Gracia de Dios, y de la stá. Sede apostólica, arzobispo de México del Consejo de S.M. &c. A nuestros amados curas, y á todos los fieles, á quienes toca, ó puede tocar la presente instruccion, salud en nuestro Señor Jesu-Christo, que es la verdadera salud, [México], 1773.
- Nos El Dr. D. Alonso Nuñez de Haro, y peralta por la Gracia de Dios, y de la Santa Sede Apostolica Arzobispo de México del Consejo de S.M. &c. Siendo uno de los principales cargos del Ministerio Pastoral la Visita de los Pueblos de la Diocesis porque instruyéndose personalmente, y tocando las cosas de cerca adquieren los prelados las noticias necesarias, con que despues pueden governarlos con zelo, atencíon, prudencia, y dulzura paternal, [México], 1774.
- Hermosura de la alma en gracia y fealdad horrible de la alma en pecado, que hace presente a los christianos, deseoso de su salvacion [México]: Impr. de la Bibliotheca Mexicana del Lic. D. Joseph de Jauregui, 1777.
- Carta pastoral que el illmô. señor doctor D. Alonso Nuñez de Haro y Peralta del consejo de S.M. y Arzobispo de Mexico: dirige a todos sus amados diocesanos sobre la doctrina sana en general, contraida en particular á las mas esenciales obligaciones que tenemos para con Dios, y para con el Rey. México: Felipe de Zúñiga y Ontiveros, 1777.
- Constituciones que el ilustrisimo señor doctor don Alonso Nuñez de Haro y Peralta, del Consejo de su Magestad, y arzobispo de esta santa Iglesia metropolitana de Mexico, formó para el mejor régimen y govierno del Real Colegio Seminario de Instruccion, Retiro voluntario y Correcion para el Clero secular de esta Diocesi, México, en la Imprenta nueva Madrileña de D. Felipe de Zúñiga y Ontiveros, 1777.
- Nos el Dr. Don Alonso Nuñez de Haro y Peralta, por la gracia de Dios y de la Santa sede apostólica arzobispo de México ... Por quanto nuestro piadoso, augusto y amabilísimo monarca (que Dios prospere) solícito del mayor bien y sólida felicidad de sus amados vasallos, y deseoso de extirpar abusos y prácticas perjudiciales, y de evitar inconvenientes, se ha dignado expedir la real cédula... México, 1779.
- Nos el dr. dn. Alonso Nuñez de Haro, y Peralta, por la gracia de Dios, y de la Santa sede apostólica arzobispo de México ... Por quanto nuestro piadoso y católico monarca <Dios le guarde> por su real cedula expedida en el real sitio del Pardo con fecha de diez y ocho de enero de este presente año, se ha dignado mandar al excelentisimo señor virrey, y capitan general de este reyno, que por vando, y bajo las mas séveras, y graves penas disponga desde luego se recojan todos quantos exemplares impresos, y copias manuscritas se hayan esparcido, y encuentren de un papel, ô librito intitulado: Jorge Más Teoforo... México, 1774.
- Nos el Dr. D. Alonso Nuñez de Haro y Peralta ... Arzobispo de México ...: Por quanto esta N.C. con vivos deseos de socorrer á este público en la presente calamidad de viruelas que le aflixe [&c.]. México: s.n., 1779.
- Nos el Dr. D. Alonso Nuñez de Haro y Peralta, por la gracia de Dios y de la Santa Sede Apostólica arzobispo de México, Caballero Gran Cruz Prelado de la Real y Distinguida Orden Española de Cárlos Tercero, del Consejo de S.M. &c.: A nuestros muy amados venerables Hermanos el Dean y Cabildo de nuestra Santa Iglesia Metropolitana, al Abad y Cabildo de la Insigne y Real Colegiata de nuestra Señora de Guadalupe, a nuestros Provisores, Vicarios generales de Españoles e Indios, a los Vicarios forraneos, a los Curas y demás Clérigos de qualquiera a orden que sean, a los RR. PP. Prelados de las Ordenes Regulares, a los Superiores y Superioras de todos los Conventos, Colegios y Hospitales, y a todos los Fieles de ambos sexos de esta Ciudad y Arzobispado de qualquier grado, dignidad, calidad, estado y condicion que sean, salud, paz y gracia en N.S.J.C. : Hacemos saber, que en la solemne Festividad de la milagrosa Aparicion de Maria Santisima de Guadalupe, que se celebró en su Insigne y Real Golegiata el dia 12 de Diciembre del año anterior de 1794, predicó un sermon el P. Dr. Fr. Servando Mier, de esta Provincia de Santiago de Predicadores, en que oponiéndose á la recibida y autorizada tradicion de dicha Santa Imagen... México: s.n., 1795.